# Sant Martí de Llesp
Sant Martí de Llesp és l'església parroquial del poble de Llesp, antic cap de municipi propi, actualment pertanyent al terme del Pont de Suert. Es pot datar entre el segle xii, quan es consolidà l'art romànic, i el XVII, quan s'introduiren els cimboris a la Vall de Boí. És un edifici protegit com a bé cultural d'interès local.

## Descripció
De l'antiga església romànica només resten, sobre columnes, dos capitells florals, que ja no han de sostenir l'arquivolta, desapareguda. És destacable la portalada, actualment a la façana nord, però que, originalment, era a la de migdia, del temple primitiu. És feta d'un arc de mig punt realçat amb una arquivolta bisellada; hi falta una arquivolta, perduda en el trasllat, que arrencava dels dos capitells amb columna actualment orfes. L'exterior de l'església era de carreus de pedra arrebossats. La coberta, igual que tot el poble, és de teula àrab, excepte la del campanar que és de lloses de pissarra i està xapitellat en la part superior. Actualment és un edifici deformat que compren diversos estils a partir del romànic. Té força semblança amb les esglésies de Sant Climent d'Iran i de Sant Romà de Casós.